# 독립지사 김태원 생가유허
독립지사 김태원 생가 유허(獨立志士 金泰源 生家 遺墟)는 대전광역시 동구에 있는 건축물이다. 1997년 11월 7일 대전광역시의 문화재자료 제41호로 지정되었다가, 해당 유허에 거주했던 김태원이 독립유공자가 아니었음이 밝혀지면서 2015년 9월 16일 문화재 지정이 해제되었다.

## 개요
'독립지사 김태원 생가유허'는 김태원(金泰源, 대전 출신, 1900~1951)의 거주지였던 대전 홍도동에 위치해 있다. 당초 해당 유허는 김태원이 벽창의용단에 가입해 군자금 모금과 친일파 사살 등의 임무를 수행했던 것으로 알려지면서 문화재자료로 지정되었으나, 당대 언론 및 판결문 상에 보도된 김태원(金泰源, 평북 출신, 1902~1926)과의 행적, 거주지, 생몰년도가 일치하지 않은 까닭에 지난 2015년 국가보훈처 보훈심사위원회에서 이른바 '대전 출신 김태원'에 대한 국가유공자 서훈을 취소했다. 이에 따라 해당 문화재 역시 독립유공자의 유허가 아니라는 사실이 밝혀지면서 유적의 가치를 상실해, 같은 해 문화재에서 지정 해제되었다.

## 참고 자료
- 독립지사김태원생가유허 - 국가유산청 국가유산포털